# Émilienne Galicier
Émilienne Berthe Galicier, née le 11 juin 1911 à Villeneuve-sur-Yonne (Yonne) et décédée le 7 juillet 2007 à Tourcoing (Nord), est une femme politique française, membre du Parti communiste français. Elle est députée constituante du Nord entre 1945 et 1946 puis députée du même département jusqu'en 1958, sous les trois législatures de la IVe République.

## Biographie

### Famille, politique et Résistance
Émilienne Galicier est issue d'une famille de petits vignerons bourguignons. Elle arrête sa scolarité à l'âge de onze ans, travaille au sein d'une famille bourgeoise puis dans une usine de Villeneuve-sur-Yonne, jusqu'à ce qu'elle perde son emploi. Elle est ensuite employée dans une charcuterie.
Représentante syndicale, elle occupe un poste important au sein du syndicat des Charcutiers. Elle adhère au Parti communiste en 1935. Elle suit les cours d'une école de section du Parti en 1937 et d'une école fédérale en 1939.
Pendant la Seconde Guerre mondiale, elle s'engage dans la Résistance. Active dans le Nord, elle est en liaison avec Maria Rabaté et Louis Lallemand. Elle est responsable de l’Union des femmes françaises pour le Nord, le Pas-de-Calais, l’Aisne et les Ardennes.

### Carrière politique
Aux élections pour l'Assemblée constituante des 21 octobre 1945 et 2 juin 1946, Émilienne Galicier est élue sur la liste conduite par Henri Martel dans la 3e circonscription du Nord.
Elle compte parmi les premières femmes députées de l'histoire française.
Membre de la Commission de l'agriculture et du ravitaillement et celle de la reconstruction et des dommages de guerre, elle s'investit dans la défense des femmes, des familles et des ouvrières du textile.
Émilienne Galicier est réélue députée sous la IVe République, de 1946 à 1958. Elle soumet notamment des propositions pour l'amélioration de la condition ouvrière et demande des mesures en faveur de l'industrie textile, l'égalité des salaires femmes/hommes, la durée de travail à quarante heures et deux jours consécutifs de repos pour les femmes.

## Décoration
- Chevalière de la Légion d'honneur[3]